# گاستون گالیمار
گاستون گالیمار (به فرانسوی: Gaston Gallimard) در ۱۸ ژانویه ۱۸۸۱ در پاریس زاده شد و در ۲۵ دسامبر ۱۹۷۵ در نوی-سور-سن درگذشت. او یکی از ناشران فرانسوی و بنیانگذار انتشارات گالیمار است.

## کارنامه ادبی و انتشاراتی
پدرش، پل گالیمار (Paul Gallimard) برگرداننده نسک‌های جان کیتز برای نشر مرکور دو فرانس بود. با پیر آگوست رنوآر دوست و از دوستداران هنرهای نمایشی بود. در سال ۱۹۱۰ گالیمار در مجله لا نول روـ اؤ فرانسز سرپرست نشر می‌شود. در سال ۱۹۱۰ گالیمار در مجله لا نول روـ اؤ فرانسز سرپرست نشر می‌شود. در ۱۹۱۱ با همراهی آندره ژید و ژان اشلومبرگر انتشارات لا روـ او فرانسز را راه اندازی می‌کند که پس از چندی نام انتشارات گالیمار را به خود می‌گیرد. در ۱۹۱۹ پس از چند بار رفتن و ماندن چند ماهه در آمریکا نسکفروشی گالیمار را نیز راه اندازی می‌کند.